# Rube Goldbergmachine

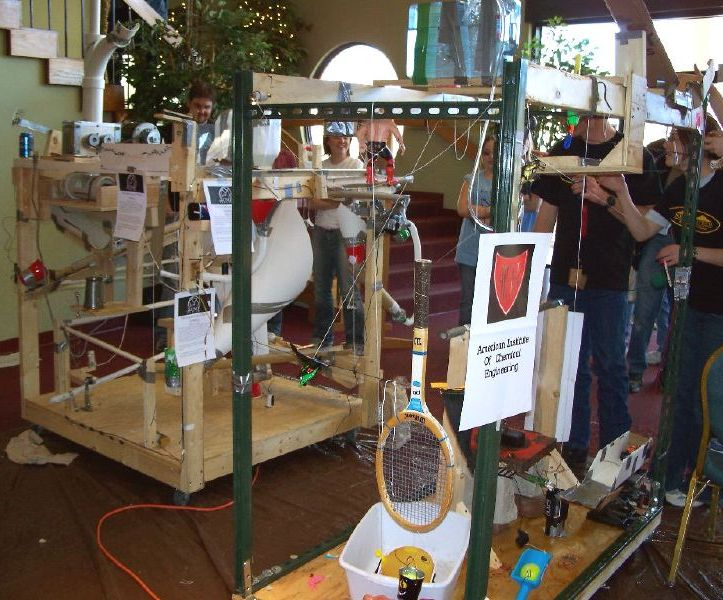
Een Rube Goldbergmachine

Een Rube Goldbergmachine, genoemd naar de Amerikaanse cartoonist Rube Goldberg, is een complex apparaat dat een zeer eenvoudige opgave onnodig langzaam, indirect en omstandig uitvoert. Daarbij worden verschillende delen (bijvoorbeeld conservenblikken, kogels en bindtouw, enz.) zo opgebouwd, dat ze een kettingreactie geven die uiteindelijk helemaal aan het eind zijn doel bereikt.
In tegenstelling tot apparaten die tot de kinetische kunst behoren heeft de Rube Goldbergmachine altijd een op zich zinvolle functie.

## Externe link

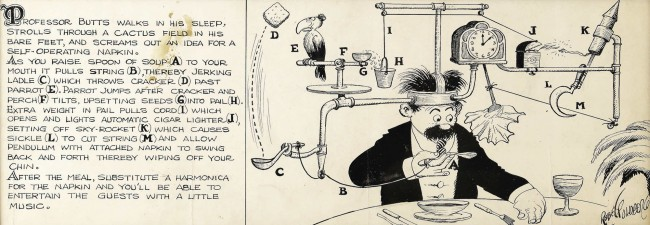
Een cartoon van Rube Goldberg: doordat de eter zijn lepel optilt, zoeft er een cracker langs de papegaai. Die springt ernaar en brengt zijn zitstok in onbalans, zodat er zaden in een emmertje vallen, waardoor een tondeldoos opengaat en een vonk een vuurpijl ontsteekt, die met een sikkel een draad doorsnijdt, wat een slinger met een servet eraan in beweging brengt die gemorste soep van de kin afveegt. De hele machinerie is met een forse beugel vastgezet op het hoofd van de man. Het proces doorloopt dertien stappen, maar dat is nog niet alles: de uitvinding kon alleen gedaan worden doordat 'Professor Kont', op blote voeten slaapwandelend door een cactusveld, zijn idee uitschreeuwde. Goldberg geeft aan het eind nog een tip: na het eten kan het servet vervangen worden door een mondharmonica om de gasten te plezieren.